# XBIZ Award for Best Sex Scene - Comedy Release
L'XBIZ Award for Best Sex Scene - Comedy Release  è un premio pornografico assegnato alla scena a tema di commedia votata come migliore dalla XBIZ, l'ente che assegna gli XBIZ Awards, uno dei maggiori premi del settore.
Come per gli altri premi, viene assegnato nel corso di una cerimonia che si svolge a Los Angeles, solitamente nel mese di gennaio, dal 2018. Nel 2020, l'ultimo anno in cui è stato assegnato, il premio è stato chiamato "Best Sex Scene - Comedy".

## Vincitori

### Anni 2010
| Anno | Vincitori                                | Titolo               |
| ---- | ---------------------------------------- | -------------------- |
| 2018 | Joanna Angel Abella Danger Isiah Maxwell | Jews Love Black Cokc |
| 2019 | Romi Rain Small Hands                    | Metal Massage        |

### Anni 2020
| Anno | Vincitori                                                                     | Titolo             |
| ---- | ----------------------------------------------------------------------------- | ------------------ |
| 2020 | Jane Wilde Kenzie Reeves Kira Noir Small Hands                                | 3 Cheers for Satan |
| 2025 | Christy Canyon Serenity Cox Brandi Love Maitland Ward Phoenix Marie Jason Luv | American MILF      |